# Грчарице
Грчарице (словен. Grčarice) су насељено место у општини Рибница, регија Југоисточна Словенија, Словенија.

## Историја
До територијалне реорганизације у Словенији биле су у саставу старе општине Рибница.

## Становништво
У попису становништва из 2011. године, Грчарице су имале 177 становника.
| Број становника према пописима | Број становника према пописима | Број становника према пописима |
| ------------------------------ | ------------------------------ | ------------------------------ |
| 1991                           | 2002                           | 2011                           |
| 172                            | 166                            | 177                            |